# Памятник Вите Коробкову (Феодосия)
Памятник Вите Коробкову — скульптурная композиция, посвящённая пионеру-герою, участнику партизанского движения в годы Великой Отечественной войны, Вите Коробкову. Памятник размещён в 1959 году в Феодосии в сквере по улице Горького.

## О герое
Когда немецкие войска в ходе Великой Отечественной войны захватили Феодосию, Вите Коробкову (Виктор Михайлович Коробков) было всего 12 лет. Во время оккупации Крыма он помогал своему отцу, члену городской подпольной организации: через Витю поддерживалась связь между членами партизанских групп, скрывавшихся в старокрымском лесу. Он собирал сведения о враге, принимал участие в печатании и распространении листовок, позже стал разведчиком.
В феврале 1944 года Коробковы пришли в Феодосию с очередным заданием, но вскоре были арестованы. Более двух недель их допрашивали и пытали гестаповцы, после чего расстреляли — сначала отца, а 9 марта — и его сына. Указом Президиума Верховного Совета СССР Витя Коробков посмертно был награждён медалью «За отвагу».

## Описание памятника
Сбор средств на строительство памятника Вите Коробкову был организован по инициативе комсомольцев Феодосии в 1957 году. Его авторами стали скульптор В. М. Подельский и архитектор В. С. Куприянов. Торжественное открытие памятника состоялось в Международный день защиты детей — 1 июня 1959 года. На церемонии присутствовала и мать Вити — Виктория Карповна Коробкова, отметившая, что скульптор прекрасно передал черты лица её сына.
Скульптура Вити Коробкова выполнена из бронзы, постамент — из полированного тёмно-серого гранита. Памятник решён традиционными для 1950-х годов композиционно-пластическими приёмами; тщательным образом проработаны все детали, вплоть до мельчайших складок одежды. Монумент изображает пионера-партизана, который босиком крадётся вдоль стены со свёрнутой в руках листовкой. При СССР на памятнике всегда был повязан пионерский галстук. После перерыва, который был за время украинского периода, с 2016 года эту традицию продолжили учащиеся городских школ.
На постаменте памятника золотыми буквами высечена надпись:
|  | Славному пiонеру-партизану ВIТI КОРОБКОВУ, який загинув в боротьбi з фашистськими загарбниками 9 березня 1944 року. Від піонерів України (укр.) |  | Славному пионеру-партизану ВИТЕ КОРОБКОВУ, который погиб в борьбе с фашистскими захватчиками 9 марта 1944 года. От пионеров Украины |  |
|  | |  | |  |